# Alopecurus utriculatus
Alopecurus utriculatus là một loài thực vật có hoa trong họ Hòa thảo. Loài này được Sol. mô tả khoa học đầu tiên năm 1794.